# جان کانستبل
جان کانستبل (انگلیسی: John Constable؛ زاده ۱۱ ژوئن ۱۷۷۶ درگذشته ۳۱ مارس ۱۸۳۷) یک نقاش انگلیسی سبک رمانتیک بود. او که در سافک به دنیا آمده بود به خاطر نقاشی منظره دره ددهام معروف است، منطقه‌ای که اطراف خانه‌اش بود و الان به نام منطقه کانستبل شناخته شده‌است و وی با عاطفه فراوانی بر روی آن سرمایه‌گذاری کرد. او در نامه‌ای در سال ۱۸۲۱ به دوستش جان فیشر نوشت: «من محیط خودم را باید بهتر نقاشی کنم، نقاشی کلمه دیگری برای احساس است.»
مشهورترین نقاشی‌های او عبارتند از پارک ویونهو در سال ۱۸۱۶، دره ددهام سال۱۸۰۲ و گاری علف خشک در سال ۱۸۲۱. اگرچه الان نقاشی‌های او در بین محبوبترین و باارزشترین کارهای هنری بریتانیا قرار دارد، اما کانستبل هرگز از نظر مالی موفق نبود. او تا قبل از سن ۵۲ سالگی و انتخاب در آکادمی رویال عضو هیچ مؤسسه‌ای نشد. کارهای او در فرانسه، جایی که کارهای بیشتری نسبت به سرزمین مادری اش فروخت، با آغوش باز پذیرفته شده و الهام بخش مکتب باربیزون شد.

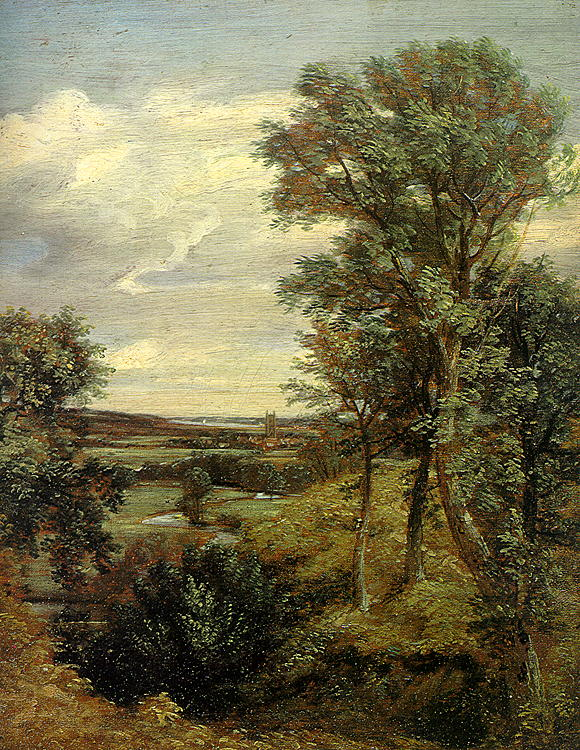
دره ددهام (۱۸۰۲)

## نگارخانه

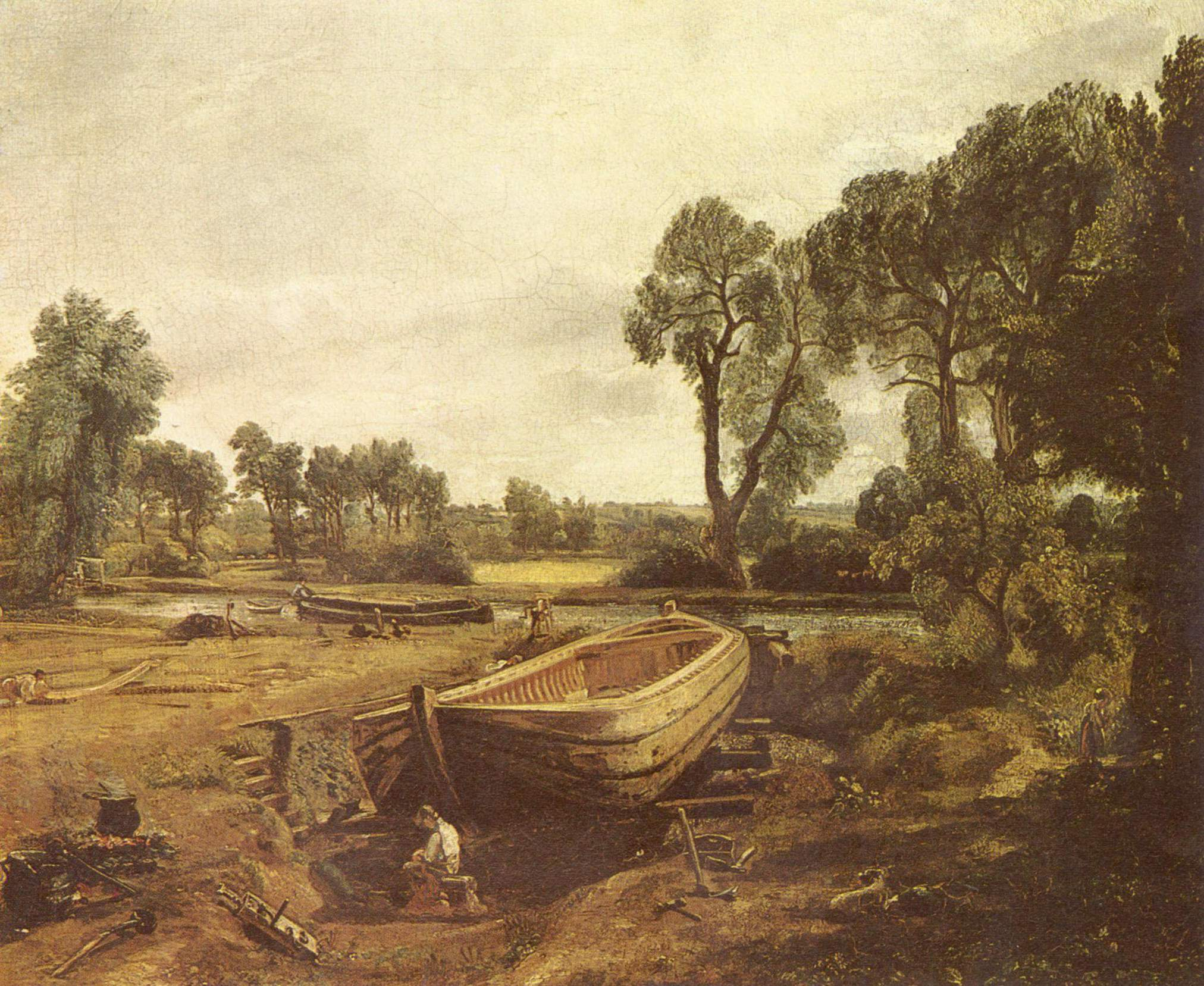
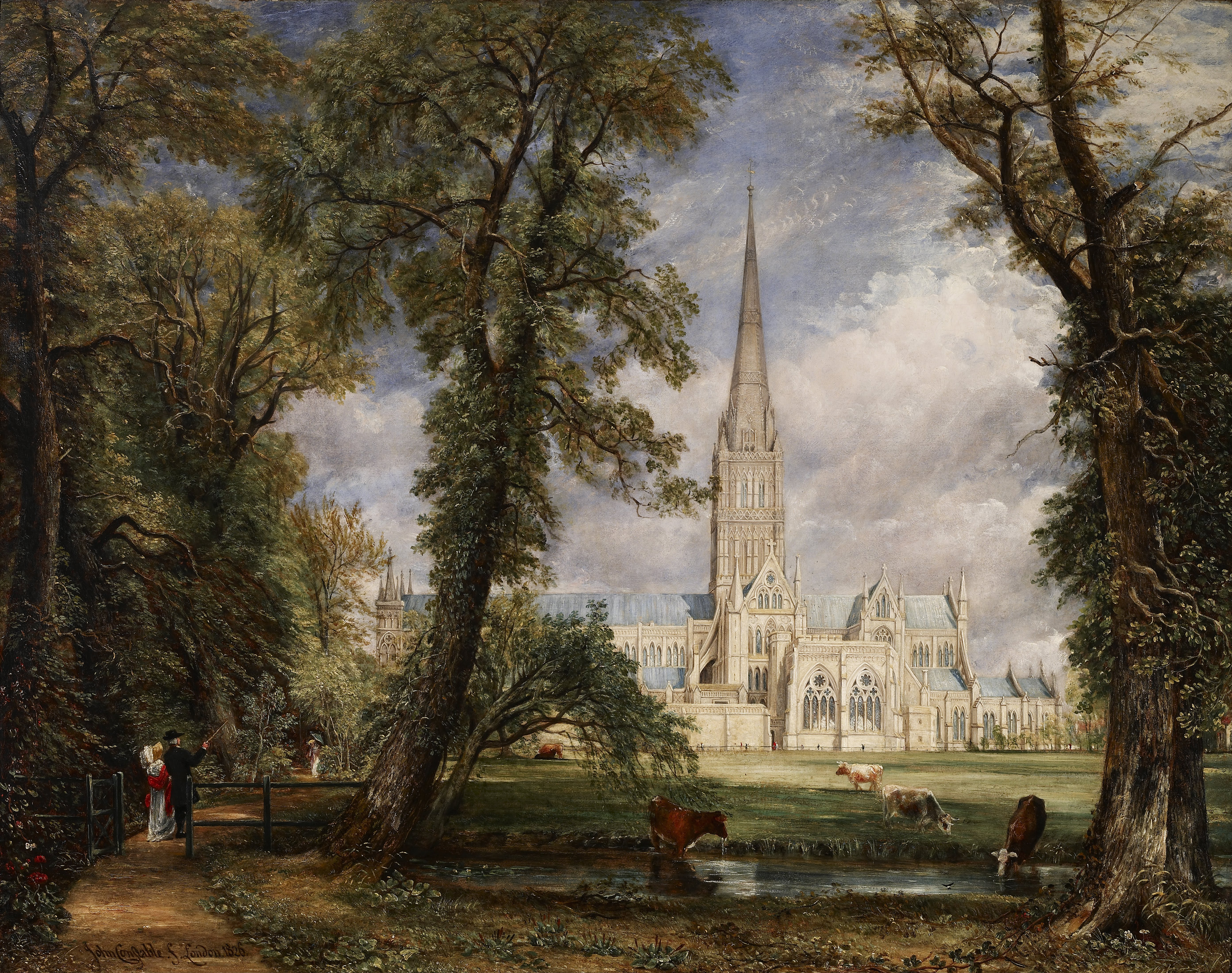
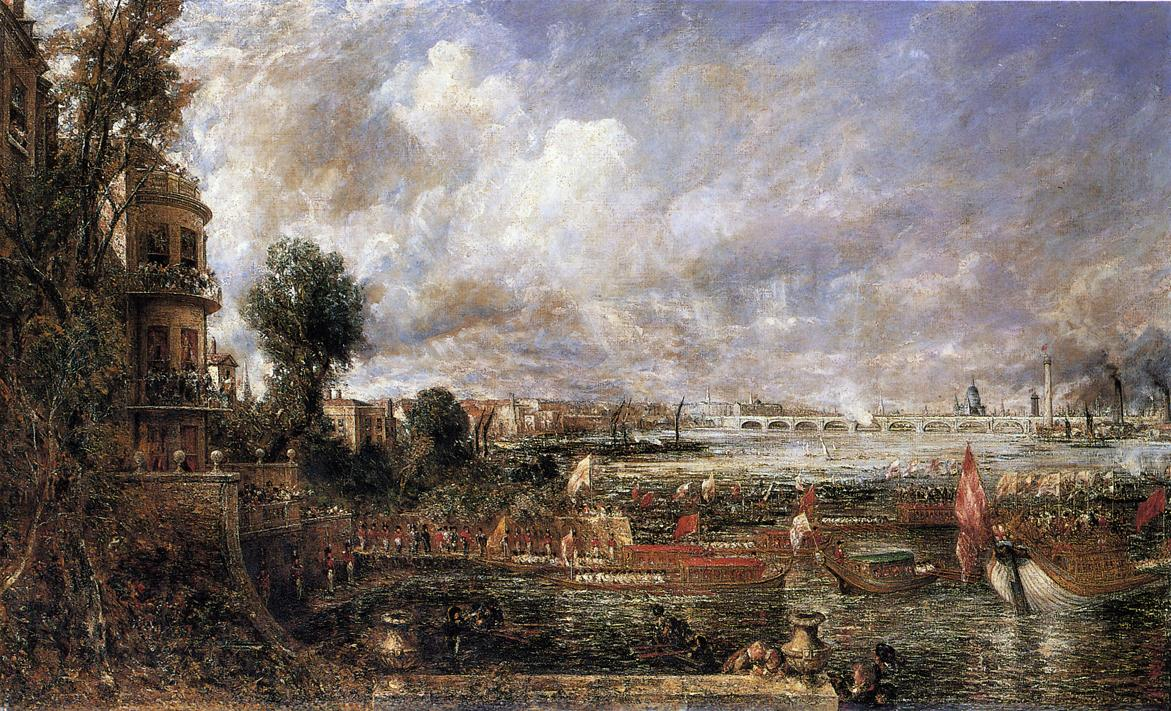
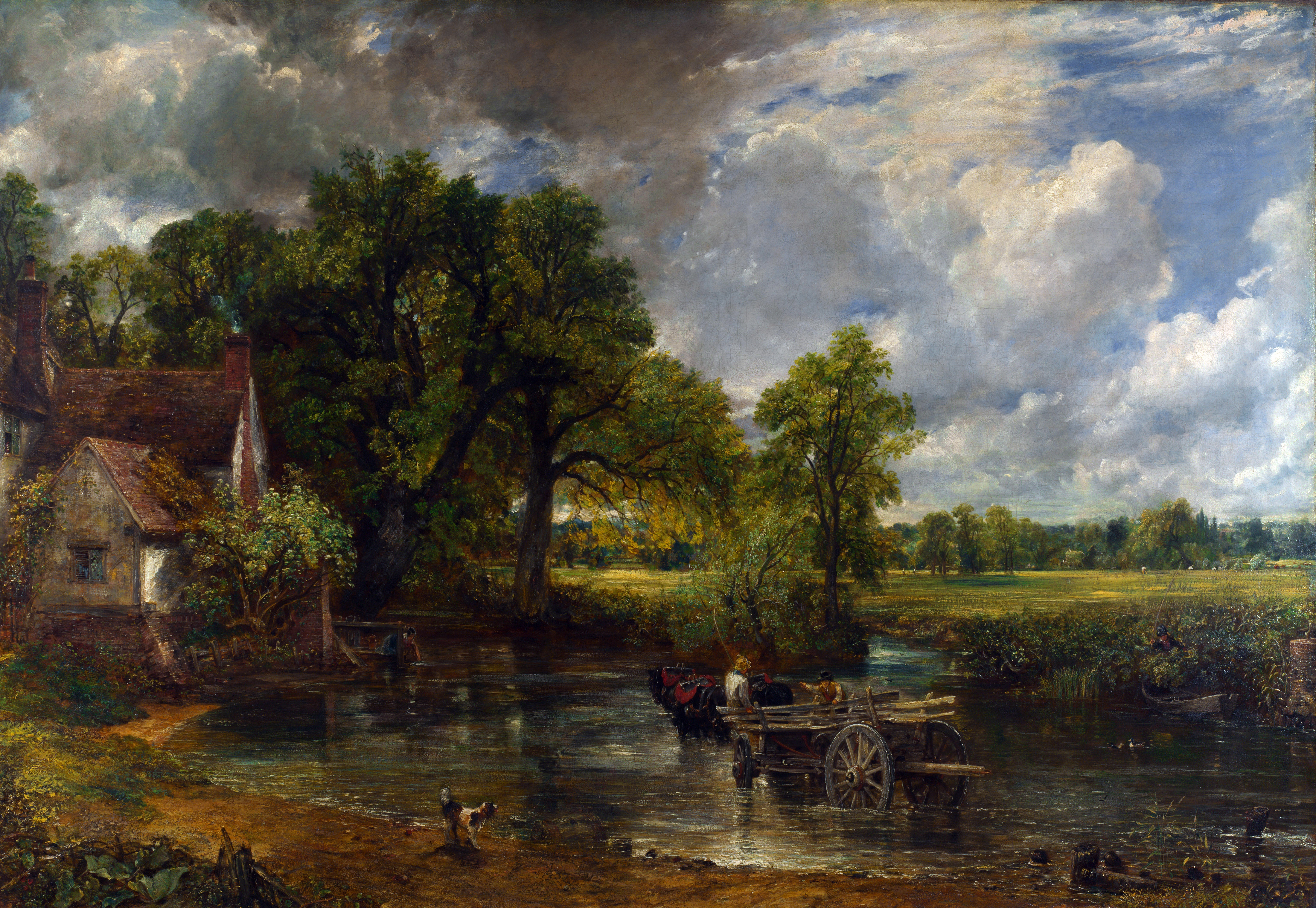